# Witold Gładysz
Witold Gładysz (ur. 17 listopada 1909 w Gostyniu, zm. 23 lutego 1964 w Szczecinie) – polski uczony, magister inżynier elektrotechniki, współtwórca, nauczyciel akademicki i pierwszy dziekan Wydziału Elektrycznego Wyższej Szkoły Inżynierskiej w Szczecinie, współzałożyciel, skarbnik i kilkukrotny prezes Oddziału Szczecińskiego Stowarzyszenia Elektryków Polskich. Pierwszy szczecinianin, którego wybrano w skład Zarządu Głównego tego stowarzyszenia.

## Życiorys
Syn Czesława i Teodozji z d. Roszczynialskiej. W latach 1915-1928 uczęszczał do Gimnazjum w Gostyniu, gdzie zdał maturę w 1928 roku. Jako ochotnik odbył służbę wojskową w Szkole Podchorążych Rezerwy Artylerii we Włodzimierzu Wołyńskim w latach 1928-1929, a następnie służył w 17 Pułku Artylerii w Gnieźnie. W 1930 r. został przyjęty na Wydział Mechaniczny, Oddział Elektryczny Politechniki Lwowskiej. Ukończył studia magisterskie na Wydziale Mechanicznym Politechniki Lwowskiej. 
Po studiach rozpoczął pracę w Przedsiębiorstwie Robót Elektrycznych w Poznaniu. Przedsiębiorstwo to prowadziło wówczas bardzo duże prace elektryfikacyjne, m.in. dla Francusko- Polskiego Towarzystwa Kolejowego, które budowało linię Herby Nowe – Gdynia. Witold Gładysz projektował wówczas i wykonywał linie napowietrzne oraz kablowe wysokiego i niskiego napięcia, stacje transformatorowe, elektryfikacje osiedli, prace telekomunikacyjne. W latach 1937–1939 pracował jako nauczyciel akademicki w Państwowej Wyższej Szkole Budowy Maszyn i Elektrotechniki w Poznaniu.  
Był trzykrotnie rannym żołnierzem walk wrześniowych. Po wrześniu 1939 roku udał się do Lwowa, gdzie wstąpił do promkooperatywy „Radioprom’’, zajmując kierownictwo działu elektromedycznego. Produkowano tam aparaty rentgenowskie, diatermie krótkofalowe, kwarcówki. W r. 1941 po zajęciu Lwowa przez Niemców, założył własny warsztat we Lwowie. 
Po wojnie w 1945 roku poprzez Państwowy Urząd Repatriacyjny osiedlił się w Szczecinie, zakładając własne przedsiębiorstwo montażu maszyn i urządzeń elektrycznych. Witold Gładysz zakładał w Szczecinie przedsiębiorstwo „Elektromontaż”. Jednocześnie starał się o utworzenie w Szczecinie wyższej uczelni technicznej, co zostało uwieńczone sukcesem w 1947 roku. Witold Gładysz objął funkcję pierwszego dziekana Wydziału Elektrycznego tej uczelni oraz był jej profesorem kontraktowym w specjalności maszyn elektrycznych. 
Witold Gładysz był założycielem Centrum Doskonalenia Rzemiosł w Szczecinie, które zostało w 1951 roku przeniesione do Warszawy. W latach 1951-1956 pracował w Biurze Projektów Przemysłu Włókien Sztucznych jako naczelny inżynier. W 1956 roku przeniósł się ponownie na Politechnikę Szczecińską pracując w charakterze wykładowcy do 1964 roku. 
Uczestniczył także w procesie zakładania Oddziału Szczecińskiego Stowarzyszenia Elektryków Polskich. W latach 1948–1949, 1957–1958 i 1960–1962 pełnił funkcję prezesa tego oddziału. Ponadto we wrześniu 1959 r. został, jako pierwszy szczecinianin w historii, członkiem Zarządu Głównego SEP. Witold Gładysz został dwukrotnie odznaczony Złotym Gryfem Pomorskim oraz innymi odznaczeniami resortowymi. Żonaty z Józefą Gładysz. Był ojcem trójki dzieci: Kazimierza, Andrzeja i Kingi. Witold Gładysz zmarł 23 lutego 1964 r.